# Fed Cup 2011 Zona Americana Gruppo II - Pool A
Il Pool A della zona Americana Gruppo II nella Fed Cup 2011 è uno dei due gruppi in cui è suddiviso il Gruppo II della zona Americana. Cinque squadre si sono scontrate nel formato round robin. (vedi anche Pool B)
|    |                   | PUR | GUA | TRI | DOM | URU | Incontri V–S | Set V–S | Game V–S | Posizione |
| 47 | Porto Rico        |     | 1-2 | 1-2 | 2-1 | 1-2 | 1–3          | 10–16   | 109–138  | 3         |
| 59 | Guatemala         | 2-1 |     | 3-0 | 3-0 | 2-1 | 4–0          | 22–4    | 148–81   | 1         |
| 65 | Trinidad e Tobago | 2-1 | 0-3 |     | 1-2 | 1-2 | 1–3          | 9–17    | 76–127   | 5         |
| 74 | Rep. Dominicana   | 1-2 | 0-3 | 2-1 |     | 1-2 | 1–3          | 10–16   | 100–123  | 4         |
| 89 | Uruguay           | 2-1 | 1-2 | 2-1 | 2-1 |     | 3–1          | 14–12   | 138–102  | 2         |

## R. Dominicana vs. Porto Rico
| Rep. Dominicana 1 | Centro Nacional de Tenis, Santo Domingo, Repubblica Dominicana 16 maggio 2011 Cemento outdoor (plexipavé) | Centro Nacional de Tenis, Santo Domingo, Repubblica Dominicana 16 maggio 2011 Cemento outdoor (plexipavé) | Porto Rico 2 |     |      |  |
| \| \| \| \| 1 \| 2 \| 3 \| \| \| - \| \| ---------------------------------------------------------------------------- \| --- \| --- \| ---- \| \| \| 1 \| \| Michelle Marie Valdez Ana Sofía Cordero \| 6 0 \| 6 3 \| \| \| \| 2 \| \| Chandra Capozzi Yolimar Ogando \| 4 6 \| 3 6 \| \| \| \| 3 \| \| Chandra Capozzi / Daysi Espinal Mara Sofía Martínez-Santori / Yolimar Ogando \| 6 3 \| 3 6 \| 63 7 \| \| | | |              |     |      |  |
| | | | 1            | 2   | 3    |  |
| 1 | Rep. Dominicana (bandiera) · Porto Rico (bandiera)                                                        | Michelle Marie Valdez Ana Sofía Cordero                                                                   | 6 0          | 6 3 |      |  |
| 2 | Rep. Dominicana (bandiera) · Porto Rico (bandiera)                                                        | Chandra Capozzi Yolimar Ogando                                                                            | 4 6          | 3 6 |      |  |
| 3 | Rep. Dominicana (bandiera) · Porto Rico (bandiera)                                                        | Chandra Capozzi / Daysi Espinal Mara Sofía Martínez-Santori / Yolimar Ogando                              | 6 3          | 3 6 | 63 7 |  |

## Guatemala vs. Trinidad e Tobago
| Guatemala 3 | Centro Nacional de Tenis, Santo Domingo, Repubblica Dominicana 16 maggio 2011 Cemento outdoor (plexipavé) | Centro Nacional de Tenis, Santo Domingo, Repubblica Dominicana 16 maggio 2011 Cemento outdoor (plexipavé) | Trinidad e Tobago 0 |     |   |  |
| \| \| \| \| 1 \| 2 \| 3 \| \| \| - \| \| ----------------------------------------------------------------------- \| --- \| --- \| - \| \| \| 1 \| \| Daniela Schippers Breana Stampfli \| 6 2 \| 6 2 \| \| \| \| 2 \| \| Kirsten-Andrea Weedon Lee-Anne Lingo \| 6 0 \| 6 0 \| \| \| \| 3 \| \| Daniela Schippers / Paulina Schippers Trevine Sellier / Breana Stampfli \| 6 3 \| 6 2 \| \| \| | | |                     |     |   |  |
| | | | 1                   | 2   | 3 |  |
| 1 | Guatemala (bandiera) · Trinidad e Tobago (bandiera)                                                       | Daniela Schippers Breana Stampfli                                                                         | 6 2                 | 6 2 |   |  |
| 2 | Guatemala (bandiera) · Trinidad e Tobago (bandiera)                                                       | Kirsten-Andrea Weedon Lee-Anne Lingo                                                                      | 6 0                 | 6 0 |   |  |
| 3 | Guatemala (bandiera) · Trinidad e Tobago (bandiera)                                                       | Daniela Schippers / Paulina Schippers Trevine Sellier / Breana Stampfli                                   | 6 3                 | 6 2 |   |  |

## Porto Rico vs. Uruguay
| Porto Rico 1 | Centro Nacional de Tenis, Santo Domingo, Repubblica Dominicana 17 maggio 2011 Cemento outdoor (plexipavé) | Centro Nacional de Tenis, Santo Domingo, Repubblica Dominicana 17 maggio 2011 Cemento outdoor (plexipavé) | Uruguay 2 |      |     |  |
| \| \| \| \| 1 \| 2 \| 3 \| \| \| - \| \| ---------------------------------------------------------------------------------------- \| ---- \| ---- \| --- \| \| \| 1 \| \| Mónica Matías Leticia Demichelli \| 7 63 \| 6 4 \| \| \| \| 2 \| \| Yolimar Ogando Carolina de los Santos \| 6 2 \| 7 60 \| \| \| \| 3 \| \| Mara Sofía Martínez-Santori / Yolimar Ogando Carolina de los Santos / Leticia Demichelli \| 63 7 \| 6 3 \| 6 0 \| \| | | |           |      |     |  |
| | | | 1         | 2    | 3   |  |
| 1 | Porto Rico (bandiera) · Uruguay (bandiera)                                                                | Mónica Matías Leticia Demichelli                                                                          | 7 63      | 6 4  |     |  |
| 2 | Porto Rico (bandiera) · Uruguay (bandiera)                                                                | Yolimar Ogando Carolina de los Santos                                                                     | 6 2       | 7 60 |     |  |
| 3 | Porto Rico (bandiera) · Uruguay (bandiera)                                                                | Mara Sofía Martínez-Santori / Yolimar Ogando Carolina de los Santos / Leticia Demichelli                  | 63 7      | 6 3  | 6 0 |  |

## R. Dominicana vs. Guatemala
| Rep. Dominicana 0 | Centro Nacional de Tenis, Santo Domingo, Repubblica Dominicana 17 maggio 2011 Cemento outdoor (plexipavé) | Centro Nacional de Tenis, Santo Domingo, Repubblica Dominicana 17 maggio 2011 Cemento outdoor (plexipavé) | Guatemala 3 |     |     |  |
| \| \| \| \| 1 \| 2 \| 3 \| \| \| - \| \| ------------------------------------------------------------------ \| --- \| --- \| --- \| \| \| 1 \| \| Daysi Espinal Daniela Schippers \| 0 6 \| 0 6 \| \| \| \| 2 \| \| Michelle Marie Valdez Kirsten-Andrea Weedon \| 3 6 \| 1 6 \| \| \| \| 3 \| \| Daysi Espinal / Joelle Schad Daniela Schippers / Paulina Schippers \| 2 6 \| 6 4 \| 3 6 \| \| | | |             |     |     |  |
| | | | 1           | 2   | 3   |  |
| 1 | Rep. Dominicana (bandiera) · Guatemala (bandiera)                                                         | Daysi Espinal Daniela Schippers                                                                           | 0 6         | 0 6 |     |  |
| 2 | Rep. Dominicana (bandiera) · Guatemala (bandiera)                                                         | Michelle Marie Valdez Kirsten-Andrea Weedon                                                               | 3 6         | 1 6 |     |  |
| 3 | Rep. Dominicana (bandiera) · Guatemala (bandiera)                                                         | Daysi Espinal / Joelle Schad Daniela Schippers / Paulina Schippers                                        | 2 6         | 6 4 | 3 6 |  |

## Guatemala vs. Uruguay
| Guatemala 2 | Centro Nacional de Tenis, Santo Domingo, Repubblica Dominicana 18 maggio 2011 Cemento outdoor (plexipavé) | Centro Nacional de Tenis, Santo Domingo, Repubblica Dominicana 18 maggio 2011 Cemento outdoor (plexipavé) | Uruguay 1 |     |     |  |
| \| \| \| \| 1 \| 2 \| 3 \| \| \| - \| \| --------------------------------------------------------------------------------- \| --- \| --- \| --- \| \| \| 1 \| \| Daniela Schippers Leticia Demichelli \| 6 2 \| 6 2 \| \| \| \| 2 \| \| Kirsten-Andrea Weedon Carolina de los Santos \| 4 6 \| 1 6 \| \| \| \| 3 \| \| Daniela Schippers / Paulina Schippers Carolina de los Santos / Leticia Demichelli \| 5 7 \| 7 5 \| 7 5 \| \| | | |           |     |     |  |
| | | | 1         | 2   | 3   |  |
| 1 | Guatemala (bandiera) · Uruguay (bandiera)                                                                 | Daniela Schippers Leticia Demichelli                                                                      | 6 2       | 6 2 |     |  |
| 2 | Guatemala (bandiera) · Uruguay (bandiera)                                                                 | Kirsten-Andrea Weedon Carolina de los Santos                                                              | 4 6       | 1 6 |     |  |
| 3 | Guatemala (bandiera) · Uruguay (bandiera)                                                                 | Daniela Schippers / Paulina Schippers Carolina de los Santos / Leticia Demichelli                         | 5 7       | 7 5 | 7 5 |  |

## R. Dominicana vs. Trinidad e Tobago
| Rep. Dominicana 2 | Centro Nacional de Tenis, Santo Domingo, Repubblica Dominicana 18 maggio 2011 Cemento outdoor (plexipavé) | Centro Nacional de Tenis, Santo Domingo, Repubblica Dominicana 18 maggio 2011 Cemento outdoor (plexipavé) | Trinidad e Tobago 1 |     |   |  |
| \| \| \| \| 1 \| 2 \| 3 \| \| \| - \| \| --------------------------------------------------------------- \| --- \| --- \| - \| \| \| 1 \| \| Michelle Marie Valdez Breana Stampfli \| 2 6 \| 3 6 \| \| \| \| 2 \| \| Chandra Capozzi Carlista Mohammed \| 6 4 \| 6 1 \| \| \| \| 3 \| \| Daysi Espinal / Joelle Schad Lee-Anne Lingo / Carlista Mohammed \| 6 2 \| 6 1 \| \| \| | | |                     |     |   |  |
| | | | 1                   | 2   | 3 |  |
| 1 | Rep. Dominicana (bandiera) · Trinidad e Tobago (bandiera)                                                 | Michelle Marie Valdez Breana Stampfli                                                                     | 2 6                 | 3 6 |   |  |
| 2 | Rep. Dominicana (bandiera) · Trinidad e Tobago (bandiera)                                                 | Chandra Capozzi Carlista Mohammed                                                                         | 6 4                 | 6 1 |   |  |
| 3 | Rep. Dominicana (bandiera) · Trinidad e Tobago (bandiera)                                                 | Daysi Espinal / Joelle Schad Lee-Anne Lingo / Carlista Mohammed                                           | 6 2                 | 6 1 |   |  |

## Porto Rico vs. Trinidad e Tobago
| Porto Rico 1 | Centro Nacional de Tenis, Santo Domingo, Repubblica Dominicana 19 maggio 2011 Cemento outdoor (plexipavé) | Centro Nacional de Tenis, Santo Domingo, Repubblica Dominicana 19 maggio 2011 Cemento outdoor (plexipavé) | Trinidad e Tobago 2 |     |     |  |
| \| \| \| \| 1 \| 2 \| 3 \| \| \| - \| \| --------------------------------------------------------------------- \| --- \| --- \| --- \| \| \| 1 \| \| Mónica Matías Breana Stampfli \| 2 6 \| 1 6 \| \| \| \| 2 \| \| Yolimar Ogando Carlista Mohammed \| 4 6 \| 6 2 \| 6 1 \| \| \| 3 \| \| Ana Sofía Cordero / Mónica Matías Carlista Mohammed / Breana Stampfli \| 2 6 \| 3 6 \| \| \| | | |                     |     |     |  |
| | | | 1                   | 2   | 3   |  |
| 1 | Porto Rico (bandiera) · Trinidad e Tobago (bandiera)                                                      | Mónica Matías Breana Stampfli                                                                             | 2 6                 | 1 6 |     |  |
| 2 | Porto Rico (bandiera) · Trinidad e Tobago (bandiera)                                                      | Yolimar Ogando Carlista Mohammed                                                                          | 4 6                 | 6 2 | 6 1 |  |
| 3 | Porto Rico (bandiera) · Trinidad e Tobago (bandiera)                                                      | Ana Sofía Cordero / Mónica Matías Carlista Mohammed / Breana Stampfli                                     | 2 6                 | 3 6 |     |  |

## R. Dominicana vs. Uruguay
| Rep. Dominicana 1 | Centro Nacional de Tenis, Santo Domingo, Repubblica Dominicana 19 maggio 2011 Cemento outdoor (plexipavé) | Centro Nacional de Tenis, Santo Domingo, Repubblica Dominicana 19 maggio 2011 Cemento outdoor (plexipavé) | Uruguay 2 |     |   |  |
| \| \| \| \| 1 \| 2 \| 3 \| \| \| - \| \| ------------------------------------------------------------------ \| --- \| --- \| - \| \| \| 1 \| \| Daysi Espinal Carolina de los Santos \| 2 6 \| 0 6 \| \| \| \| 2 \| \| Chandra Capozzi Cecilia Mercier \| 7 5 \| 6 2 \| \| \| \| 3 \| \| Daysi Espinal / Joelle Schad Carolina de los Santos / Virgina Sadi \| 5 7 \| 2 6 \| \| \| | | |           |     |   |  |
| | | | 1         | 2   | 3 |  |
| 1 | Rep. Dominicana (bandiera) · Uruguay (bandiera)                                                           | Daysi Espinal Carolina de los Santos                                                                      | 2 6       | 0 6 |   |  |
| 2 | Rep. Dominicana (bandiera) · Uruguay (bandiera)                                                           | Chandra Capozzi Cecilia Mercier                                                                           | 7 5       | 6 2 |   |  |
| 3 | Rep. Dominicana (bandiera) · Uruguay (bandiera)                                                           | Daysi Espinal / Joelle Schad Carolina de los Santos / Virgina Sadi                                        | 5 7       | 2 6 |   |  |

## Porto Rico vs. Guatemala
| Porto Rico 1 | Centro Nacional de Tenis, Santo Domingo, Repubblica Dominicana 20 maggio 2011 Cemento outdoor (plexipavé) | Centro Nacional de Tenis, Santo Domingo, Repubblica Dominicana 20 maggio 2011 Cemento outdoor (plexipavé) | Guatemala 2 |     |   |  |
| \| \| \| \| 1 \| 2 \| 3 \| \| \| - \| \| -------------------------------------------------------------------------------------- \| ---- \| --- \| - \| \| \| 1 \| \| Ana Sofía Cordero Paulina Schippers \| 3 6 \| 0 6 \| \| \| \| 2 \| \| Yolimar Ogando Daniela Schippers \| 7 63 \| 7 5 \| \| \| \| 3 \| \| Mara Sofía Martínez-Santori / Yolimar Ogando Paulina Schippers / Kirsten-Andrea Weedon \| 65 7 \| 1 6 \| \| \| | | |             |     |   |  |
| | | | 1           | 2   | 3 |  |
| 1 | Porto Rico (bandiera) · Guatemala (bandiera)                                                              | Ana Sofía Cordero Paulina Schippers                                                                       | 3 6         | 0 6 |   |  |
| 2 | Porto Rico (bandiera) · Guatemala (bandiera)                                                              | Yolimar Ogando Daniela Schippers                                                                          | 7 63        | 7 5 |   |  |
| 3 | Porto Rico (bandiera) · Guatemala (bandiera)                                                              | Mara Sofía Martínez-Santori / Yolimar Ogando Paulina Schippers / Kirsten-Andrea Weedon                    | 65 7        | 1 6 |   |  |

## Trinidad e Tobago vs. Uruguay
| Trinidad e Tobago 1 | Centro Nacional de Tenis, Santo Domingo, Repubblica Dominicana 20 maggio 2011 Cemento outdoor (plexipavé) | Centro Nacional de Tenis, Santo Domingo, Repubblica Dominicana 20 maggio 2011 Cemento outdoor (plexipavé) | Uruguay 2 |     |     |  |
| \| \| \| \| 1 \| 2 \| 3 \| \| \| - \| \| -------------------------------------------------------------------------- \| --- \| --- \| --- \| \| \| 1 \| \| Breana Stampfli Leticia Demichelli \| 6 4 \| 2 6 \| 6 4 \| \| \| 2 \| \| Carlista Mohammed Carolina de los Santos \| 0 6 \| 0 6 \| \| \| \| 3 \| \| Carlista Mohammed / Breana Stampfli Carolina de los Santos / Virginia Sadi \| 0 6 \| 0 6 \| \| \| | | |           |     |     |  |
| | | | 1         | 2   | 3   |  |
| 1 | Trinidad e Tobago (bandiera) · Uruguay (bandiera)                                                         | Breana Stampfli Leticia Demichelli                                                                        | 6 4       | 2 6 | 6 4 |  |
| 2 | Trinidad e Tobago (bandiera) · Uruguay (bandiera)                                                         | Carlista Mohammed Carolina de los Santos                                                                  | 0 6       | 0 6 |     |  |
| 3 | Trinidad e Tobago (bandiera) · Uruguay (bandiera)                                                         | Carlista Mohammed / Breana Stampfli Carolina de los Santos / Virginia Sadi                                | 0 6       | 0 6 |     |  |

## Verdetti
- Guatemala e Uruguay ammesse ai playoff per la promozione al Gruppo I contro i vincitori del Pool B (Bahamas e Venezuela).